# 사회기독당 (베네수엘라)

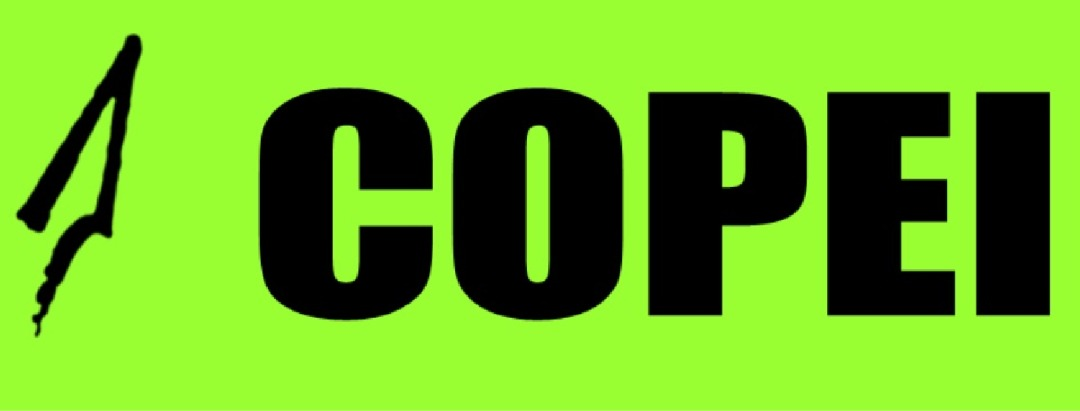

사회기독당(스페인어: Partido Socialcristiano) 또는 코페이(COPEI)는 베네수엘라의 보수 정당이다. 1958년 베네수엘라 민주화혁명 이후 민주행동당과 야합을 하여 1998년 간 베네수엘라 정치에서 주도적인 역할을 해왔다. 2000년 총선에서는 5석, 2005년 총선에서는 1석의 의석수도 못얻어 의회에 진입하지 못했고, 2010년 총선에서는 총 6석의 의석수를 얻어 재진입했다.

## 같이 보기
- 라파엘 칼데라
- 기독교 우파